# 孔雀座ε
孔雀座ε，又名CP-73 2086，HD 188228、SAO 257757、HR 7590，是孔雀座的一颗恒星，视星等为3.96，位于銀經322.02，銀緯-30.9，其B1900.0坐标为赤經19h 49m 1.8s，赤緯-73° -30.9′ 28″。